# Lessertinella kulczynskii
Lessertinella kulczynskii är en spindelart som först beskrevs av Roger de Lessert 1910.  Lessertinella kulczynskii ingår i släktet Lessertinella och familjen täckvävarspindlar. Inga underarter finns listade i Catalogue of Life.